# Superpuchar Grecji w piłce siatkowej mężczyzn
Superpuchar Grecji w piłce siatkowej mężczyzn (gr. Σούπερ καπ Ελλάδος πετοσφαίρισης Ανδρών) – cykliczne krajowe rozgrywki w piłce siatkowej, organizowane corocznie z przerwami początkowo przez Grecki Związek Piłki Siatkowej, a następnie także przez stowarzyszenie Enosi Somation Amiwomenon Petosferiston (ESAP), w których rywalizują ze sobą mistrz i zdobywca Pucharu Grecji. Po raz pierwszy mecz o Superpuchar Grecji rozegrany został w 1997 roku.
Jeżeli w danym sezonie ta sama drużyna zdobyła zarówno mistrzostwo, jak i puchar, wówczas mecz o superpuchar nie odbywał się. Wyjątek stanowił rok 2005. Wówczas mistrz i zdobywca Pucharu Grecji w sezonie 2004/2005 – Iraklis – zmierzył się z wicemistrzem i finalistą Pucharu Grecji – Olympiakosem. Spotkanie rozegrane zostało pod nazwą Super Game, jednak Grecki Związek Piłki Siatkowej uznał je za oficjalny mecz o superpuchar.
Z różnych przyczyn w latach 2011–2020 rozgrywki nie odbywały się. W 2021 roku obok mistrza Grecji w meczu o superpuchar zagrał zdobywca Pucharu Ligi Greckiej, ponieważ w sezonie 2020/2021 ze względu na pandemię COVID-19 nie zorganizowano Pucharu Grecji.
Jak dotychczas najwięcej razy w meczach o Superpuchar Grecji triumfował GS Iraklis, zdobywając to trofeum cztery razy.

## Triumfatorzy
| Edycja | Data       | Miejsce spotkania | 1. miejsce | 2. miejsce | Wynik spotkania |
| ------ | ---------- | --- | --- | --- | --- |
| 1      | 4.10.1997  | Hala sportowa «Neas Jonias», Wolos                                                                                    | AS Aris (Mistrz Grecji)                                                                                               | Olympiakos SFP (Zdobywca Pucharu Grecji)                                                                              | 3:0 (15:11, 15:6, 15:8)                                                                                               |
| —      | 1998       | Mecz o Superpuchar nie odbył się. Olympiakos SFP w sezonie 1997/1998 zdobył zarówno mistrzostwo, jak i Puchar Grecji. | Mecz o Superpuchar nie odbył się. Olympiakos SFP w sezonie 1997/1998 zdobył zarówno mistrzostwo, jak i Puchar Grecji. | Mecz o Superpuchar nie odbył się. Olympiakos SFP w sezonie 1997/1998 zdobył zarówno mistrzostwo, jak i Puchar Grecji. | Mecz o Superpuchar nie odbył się. Olympiakos SFP w sezonie 1997/1998 zdobył zarówno mistrzostwo, jak i Puchar Grecji. |
| —      | 1999       | Mecz o Superpuchar nie odbył się. Olympiakos SFP w sezonie 1998/1999 zdobył zarówno mistrzostwo, jak i Puchar Grecji. | Mecz o Superpuchar nie odbył się. Olympiakos SFP w sezonie 1998/1999 zdobył zarówno mistrzostwo, jak i Puchar Grecji. | Mecz o Superpuchar nie odbył się. Olympiakos SFP w sezonie 1998/1999 zdobył zarówno mistrzostwo, jak i Puchar Grecji. | Mecz o Superpuchar nie odbył się. Olympiakos SFP w sezonie 1998/1999 zdobył zarówno mistrzostwo, jak i Puchar Grecji. |
| 2      | 7.10.2000  | Aleksandrion Atlitikon Melatron, Saloniki                                                                             | Olympiakos SFP (Mistrz Grecji)                                                                                        | GS Iraklis (Zdobywca Pucharu Grecji)                                                                                  | 3:1 (20:25, 25:19, 25:23, 26:24)                                                                                      |
| —      | 2001       | Mecz o Superpuchar nie odbył się. Olympiakos SFP w sezonie 2000/2001 zdobył zarówno mistrzostwo, jak i Puchar Grecji. | Mecz o Superpuchar nie odbył się. Olympiakos SFP w sezonie 2000/2001 zdobył zarówno mistrzostwo, jak i Puchar Grecji. | Mecz o Superpuchar nie odbył się. Olympiakos SFP w sezonie 2000/2001 zdobył zarówno mistrzostwo, jak i Puchar Grecji. | Mecz o Superpuchar nie odbył się. Olympiakos SFP w sezonie 2000/2001 zdobył zarówno mistrzostwo, jak i Puchar Grecji. |
| —      | 2002       | Mecz o Superpuchar nie odbył się. GS Iraklis w sezonie 2001/2002 zdobył zarówno mistrzostwo, jak i Puchar Grecji.     | Mecz o Superpuchar nie odbył się. GS Iraklis w sezonie 2001/2002 zdobył zarówno mistrzostwo, jak i Puchar Grecji.     | Mecz o Superpuchar nie odbył się. GS Iraklis w sezonie 2001/2002 zdobył zarówno mistrzostwo, jak i Puchar Grecji.     | Mecz o Superpuchar nie odbył się. GS Iraklis w sezonie 2001/2002 zdobył zarówno mistrzostwo, jak i Puchar Grecji.     |
| —      | 2003       | Mecz o Superpuchar nie odbył się.                                                                                     | Mecz o Superpuchar nie odbył się.                                                                                     | Mecz o Superpuchar nie odbył się.                                                                                     | Mecz o Superpuchar nie odbył się.                                                                                     |
| 3      | 22.10.2004 | Hala sportowa «Neapolis», Larisa                                                                                      | GS Iraklis (Zdobywca Pucharu Grecji)                                                                                  | Panathinaikos AO (Mistrz Grecji)                                                                                      | 3:1 (26:24, 25:14, 18:25, 25:20)                                                                                      |
| 4      | 2.10.2005  | Hala sportowa «Chalkiopulio», Lamia                                                                                   | GS Iraklis (Mistrz i zdobywca Pucharu Grecji)                                                                         | Olympiakos SFP (Wicemistrz i finalista Pucharu Grecji)                                                                | 3:0 (25:21, 25:21, 25:18)                                                                                             |
| 5      | 11.09.2006 | Hala sportowa «Chalkiopulio», Lamia                                                                                   | Panathinaikos AO (Mistrz Grecji)                                                                                      | GS Iraklis (Zdobywca Pucharu Grecji)                                                                                  | 3:0 (25:21, 25:21, 25:18)                                                                                             |
| 6      | 24.09.2007 | Hala sportowa PAOK, Pilea                                                                                             | GS Iraklis (Mistrz Grecji)                                                                                            | Panathinaikos AO (Zdobywca Pucharu Grecji)                                                                            | 3:2 (25:20, 19:25, 25:23, 20:25, 15:11)                                                                               |
| 7      | 5.10.2008  | Hala sportowa «Neapolis», Larisa                                                                                      | GS Iraklis (Mistrz Grecji)                                                                                            | Panathinaikos AO (Zdobywca Pucharu Grecji)                                                                            | 3:2 (16:25, 25:20, 16:25, 25:16, 15:13)                                                                               |
| —      | 2009       | Mecz o Superpuchar nie odbył się. Olympiakos SFP w sezonie 2008/2009 zdobył zarówno mistrzostwo, jak i Puchar Grecji. | Mecz o Superpuchar nie odbył się. Olympiakos SFP w sezonie 2008/2009 zdobył zarówno mistrzostwo, jak i Puchar Grecji. | Mecz o Superpuchar nie odbył się. Olympiakos SFP w sezonie 2008/2009 zdobył zarówno mistrzostwo, jak i Puchar Grecji. | Mecz o Superpuchar nie odbył się. Olympiakos SFP w sezonie 2008/2009 zdobył zarówno mistrzostwo, jak i Puchar Grecji. |
| 8      | 15.10.2010 | Hala sportowa, Santoryn                                                                                               | Olympiakos SFP (Mistrz Grecji)                                                                                        | Panathinaikos AO (Zdobywca Pucharu Grecji)                                                                            | 3:1 (18:25, 25:15, 25:21, 25:18)                                                                                      |
| —      | 2011       | Mecz o Superpuchar nie odbył się. Olympiakos SFP w sezonie 2010/2011 zdobył zarówno mistrzostwo, jak i Puchar Grecji. | Mecz o Superpuchar nie odbył się. Olympiakos SFP w sezonie 2010/2011 zdobył zarówno mistrzostwo, jak i Puchar Grecji. | Mecz o Superpuchar nie odbył się. Olympiakos SFP w sezonie 2010/2011 zdobył zarówno mistrzostwo, jak i Puchar Grecji. | Mecz o Superpuchar nie odbył się. Olympiakos SFP w sezonie 2010/2011 zdobył zarówno mistrzostwo, jak i Puchar Grecji. |
| —      | 2012       | Mecz o Superpuchar nie odbył się. GS Iraklis w sezonie 2011/2012 zdobył zarówno mistrzostwo, jak i Puchar Grecji.     | Mecz o Superpuchar nie odbył się. GS Iraklis w sezonie 2011/2012 zdobył zarówno mistrzostwo, jak i Puchar Grecji.     | Mecz o Superpuchar nie odbył się. GS Iraklis w sezonie 2011/2012 zdobył zarówno mistrzostwo, jak i Puchar Grecji.     | Mecz o Superpuchar nie odbył się. GS Iraklis w sezonie 2011/2012 zdobył zarówno mistrzostwo, jak i Puchar Grecji.     |
| —      | 2013       | Mecz o Superpuchar nie odbył się. Olympiakos SFP w sezonie 2012/2013 zdobył zarówno mistrzostwo, jak i Puchar Grecji. | Mecz o Superpuchar nie odbył się. Olympiakos SFP w sezonie 2012/2013 zdobył zarówno mistrzostwo, jak i Puchar Grecji. | Mecz o Superpuchar nie odbył się. Olympiakos SFP w sezonie 2012/2013 zdobył zarówno mistrzostwo, jak i Puchar Grecji. | Mecz o Superpuchar nie odbył się. Olympiakos SFP w sezonie 2012/2013 zdobył zarówno mistrzostwo, jak i Puchar Grecji. |
| —      | 2014       | Mecz o Superpuchar nie odbył się. Olympiakos SFP w sezonie 2013/2014 zdobył zarówno mistrzostwo, jak i Puchar Grecji. | Mecz o Superpuchar nie odbył się. Olympiakos SFP w sezonie 2013/2014 zdobył zarówno mistrzostwo, jak i Puchar Grecji. | Mecz o Superpuchar nie odbył się. Olympiakos SFP w sezonie 2013/2014 zdobył zarówno mistrzostwo, jak i Puchar Grecji. | Mecz o Superpuchar nie odbył się. Olympiakos SFP w sezonie 2013/2014 zdobył zarówno mistrzostwo, jak i Puchar Grecji. |
| —      | 2015       | Mecz o Superpuchar nie odbył się. PAOK w sezonie 2014/2015 zdobył zarówno mistrzostwo, jak i Puchar Grecji.           | Mecz o Superpuchar nie odbył się. PAOK w sezonie 2014/2015 zdobył zarówno mistrzostwo, jak i Puchar Grecji.           | Mecz o Superpuchar nie odbył się. PAOK w sezonie 2014/2015 zdobył zarówno mistrzostwo, jak i Puchar Grecji.           | Mecz o Superpuchar nie odbył się. PAOK w sezonie 2014/2015 zdobył zarówno mistrzostwo, jak i Puchar Grecji.           |
| —      | 2016–2020  | Mecz o Superpuchar nie odbył się.                                                                                     | Mecz o Superpuchar nie odbył się.                                                                                     | Mecz o Superpuchar nie odbył się.                                                                                     | Mecz o Superpuchar nie odbył się.                                                                                     |
| 9      | 22.12.2021 | Hala sportowa «Kaliteas», Faliraki (Rodos)                                                                            | AO Foinikas Syros (Zdobywca Pucharu Ligi Greckiej)                                                                    | Olympiakos SFP (Mistrz Grecji)                                                                                        | 3:0 (25:23, 27:25, 29:27)                                                                                             |
| 10     | 4.01.2023  | Centrum sportowe «Wardinojanio», Heraklion                                                                            | Panathinaikos AO (Mistrz Grecji)                                                                                      | PAOK (Zdobywca Pucharu Grecji)                                                                                        | 3:1 (25:20, 32:34, 25:19, 25:22)                                                                                      |
| 11     | 24.01.2024 | Hala sportowa «Melina Mercouri», Ajos Joanis Rendis                                                                   | PAOK (Zdobywca Pucharu Grecji)                                                                                        | Olympiakos SFP (Mistrz Grecji)                                                                                        | 3:2 (27:25, 21:25, 25:20, 18:25, 15:12)                                                                               |
| 12     | 5.02.2025  | Hala sportowa «Sofia Befon», Paleo Faliro                                                                             | Olympiakos SFP (Mistrz i zdobywca Pucharu Grecji)                                                                     | AONS Milon (Finalista Pucharu Grecji)                                                                                 | 3:1 (29:27, 20:25, 25:20, 25:21)                                                                                      |

## Bilans klubów
| Klub              | złoto | srebro |
| ----------------- | ----- | ------ |
| GS Iraklis        | 4     | 2      |
| Olympiakos SFP    | 3     | 4      |
| Panathinaikos AO  | 2     | 4      |
| PAOK              | 1     | 1      |
| AS Aris           | 1     | 0      |
| AO Foinikas Syros | 1     | 0      |
| AONS Milon        | 0     | 1      |

## Najlepsi zawodnicy (MVP)
- 2005 –  Marios Giurdas (GS Iraklis)
- 2006 –  Dante Amaral (Panathinaikos AO)
- 2007 –  Płamen Konstantinow (GS Iraklis)
- 2008 –  Płamen Konstantinow (GS Iraklis)
- 2010 –  Mitar Dzurits (Olympiakos SFP)
- 2021 –  Mitar Dzurits (AO Foinikas Syros)
- 2023 –  Fernando Hernández (Panathinaikos AO)
- 2024 –  Axel Truhtchev (PAOK)[2]
- 2025 –  Dragan Travica (Olympiakos SFP)[3]